# إبحار (رياضة)
الإبحار Sailing، هي أحد الرياضات المائية، لها العديد من الرواد والمهتمين الذين يشغفون بها ويمارسونها باستمرار. وتجذب رياضة الإبحار الآلاف من الملاحين إلى السواحل والبحيرات والأنهار في جميع أنحاء العالم. ويبحر هؤلاء على الماء في مراكب تتفاوت في أحجامها ما بين قوارب تجديف صغيرة ويخوت كبيرة تمخر عباب المحيط.

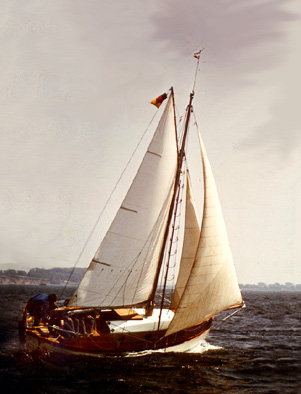
إبحار بمركب خشبي.

ويجد الكثيرون من رواد رياضة الإبحار الإثارة في تجاوز قواربهم القوارب الأخرى. كما يجلب الإبحار السرور إلى نفوس البعض حيث يقضون ساعات الفراغ في هدوء على الماء. ويحب الكثير منهم التنافس بعرض مهاراتهم في الإبحار.كانت مراكب الإبحار لقرون عدة تتألف من الأساطيل الكبيرة وأساطيل التجارة. وكانت السفن الضخمة ذات السواري الطويلة والأشرعة المتموجة تبحر وتسافر إلى أنحاء العالم كافة. وقد حلّت البواخر على أية حال ـ في بدايات القرن العشرين الميلادي ـ محل مراكب الإبحار بصورة شبه كاملة تقريباً، لكلا الغرضين: العسكري والتجاري. انظر: السفينة. بدأ تطوير رياضة الإبحار حينما فقدت السفن الشراعية أهميتها التجارية.

The points of sail. A. In Irons (into the wind) B. Close Hauled C. Beam Reach D. Broad Reach E. Running

قام صُناع القوارب بعمل الأشكال المتنوعة للقوارب المسلية؛ وكانت لغالبية القوارب على مدى سنوات، أجسام مصنوعة من ألواح خشبية مثبته على هياكل. إلا أن الموادالأحدث مثل، الفولاذ والألياف الزجاجية والألومنيوم، تستعمل الآن. ورغم ذلك فإن بعض الهواة صنعوا قوارب شراعية خشبية صغيرة في المنزل. وتجهز الأجزاء أحياناً في طقم، ويقوم صانع القوارب بتركيب الأجزاء معاً بكل بساطة. وهذه الطريقة استخدمت لتصنيع أول قارب. وبعد إنتاج قوارب الألياف الزجاجية بكميات كبيرة، نجد أن كثيرًا من الصُناع الهواة بدأوا يشترون جسم القارب وظهره من الصناع المحترفين، ثم يكملون بناء القارب بأنفسهم. وأحياناً تُصنع القوارب الصغيرة واليخوت العابرة للبحار بهذه الطريقة.

## رياضة الإبحار
ينطوي على مجموعة متنوعة من الأشكال الإبحار التنافسية التي يتم معاقبة من خلال مختلف الاتحادات الإبحار ونوادي اليخوت. تشمل تخصصات السباقات مباريات داخل أسطول من المركبات الشراعية، بين زوج منها أو بين الفرق. بالإضافة إلى ذلك، هناك مسابقات متخصصة تتضمن ضبط أرقام قياسية للسرعة. وتشمل أشكال السباقات كلا من الدورات المغلقة والمسابقات من نقطة إلى نقطة؛ قد تكون في مياه محمية، من ناحية الساحل أو على المحيط المفتوح. وتعقد معظم المسابقات ضمن فئات محددة أو تقييمات التي تنطوي إما على نوع واحد من الحرفية الشراعية لضمان مسابقة في المقام الأول من المهارة أو تصنيف المركبة الشراعية لإنشاء تصنيفات أو المعوقات على الماء، والمنافسة الإبحار بين سفن متعددة هو ريجاتا، والتي عادة ما تتكون من سباقات الفردية متعددة، حيث طاقم القارب الذي يؤدي أفضل في أكثر من سلسلة من السباقات هو الفائز العام. هناك مجموعة واسعة من أنواع السباقات والمراكب الشراعية المستخدمة في السباقات من اليخت الكبير إلى سباق زورق. يتم القيام بالكثير من السباقات حول العوامات أو علامات مماثلة في المياه المحمية، في حين أن بعض السباقات البحرية الأطول تعبر المياه المفتوحة. وتستخدم جميع أنواع القوارب لسباقات، بما في ذلك قواربصغيرة، قارب، قوارب مصممة في المقام الأول لالبحرة، وقوارب السباق بنيت لهذا الغرض. قواعد سباق الإبحار تحكم سير سباقات اليخوت، وركوب الأمواج، kitesurfing، سباق القوارب النموذجية، سباق زورق وتقريبا أي شكل آخر من السباقات حول دورة مع أكثر من سفينة واحدة في حين تعمل بالطاقة من الرياح.
وregatta باركولا من نادي اليخوت الإيطالية سوسيتيكا دي باركولا إي Grignano هو حاليا حامل الرقم القياسي العالمي غينيس ك «أكبر سباق الإبحار» مع 2689 قارب وأكثر من 16000 بحار في خط البداية.

## أجزاء قارب الإبحار الشراعي
يُطلق على كل جزء من أجزاء قارب الإبحار الشراعي اسم معين. ويشعر الملاحون بفخر كبير في استعمال المصطلحات الجميلة اللائقة. وتتضمن الأجزاء الرئيسية لقارب الإبحار الشراعي:
1- جسم القارب
2- الصواري
3- الأشرعة
4- حبال الأشرعة والسواري.
5- المقود
6 - اللوح المركزي 

### جسم القارب
يسمى القسم الأمامي منه القوس والخلفي الكوثل، وهو مؤخرة السفينة. ولكل القوارب تقريبًا قص ولوح مركزي. تمتد هذه القطع المعدنية أو الخشبية المسطحة داخل الماء من أسفل الجسم لتمنع الحركة إلى كل جانب. والقص ثابت في مكانه؛ أما اللوح المركزي فيمكن رفعه أو خفضه من خلال شق صغير أسفل الجسم. وهناك نوع أقدم من اللوح المركزي وهو اللوح المحجوب من الريح. وبدلاً من ذراع واحدة تمتد من وسط القارب نحو الأسفل، نجد ذراعين، بحيث تكون واحدة في كل جانب. وتُخفَّض هاتان الذراعان إذا كانت هناك حاجة لإيقاف المركب بانزلاقهما نحو الجانب، ويمكن أن تُشاهَدَ على مراكب الإبحار الكبيرة، وخاصة في هولندا. ويوجَّه القارب بوساطة الدفة، وهي الذراع التي تمتد عمودياً إلى الماء قرب المؤخرة. وتدار الدفة في القوارب الصغيرة بوساطة مقبض طويل، يُسمّى ذراع الدفة، أما في القوارب الأكبر فبوساطة العجلة.

### الصواري
هي القوائم التي تدعم الأشرعة، وتشمل السواري وأذرع التطويل والعوارض التي يمدد عليها رأس الشراع. والسواري قوائم عمودية تمسك الأشرعة، وتمسك السارية الرئيسية منها أكبر الأشرعة. ولبعض القوارب الشراعية الكبيرة شراع أقصر في اتجاه الكوثل يسمى السارية المزينية أو شراع أقصر في اتجاه القوس يسمى السارية الأمامية.
وأذرع التطويل والعوارض هي الأعمدة التي تمتد في وضع عمودي على السواري، وتمسك الأشرعة مباشرة. أذرع التطويل مثبتة إلى أسفل الشراع والعوارض تربط أحياناً إلى القمة.

### الأشرعة
يُثَبّت الشراع الرئيسي ـ أكبر شراع على القارب ـ خلف السارية الرئيسية، وهناك شراع أصغر منه مثلث الشكل أمام السارية الرئيسية ويُسمّى الشراع الأمامي. ويُسمّى الشراع الأمامي الأعرض الذي يغطي السارية، ويمتد بعيداًً إلى الخلف بعد الشراع الرئيسي جنوة، وسمي بذلك نسبة إلى الميناء الإيطالي الذي استعمل فيه للمرة الأولى. ويستعمل الشراع السفنكسي، وهو شراع واسع بالوني الشكل؛ لإضافة السرعة عندما يبحر القارب في اتجاه الرياح. والشراع السفنكسي غالباً ما تكون ألوانه حمراء أو زرقاء أو ألوانًا أخرى زاهية. ومع الاهتمام المتزايد بالقوارب نجد أن نسيج التريلين حلَّ بصورة واسعة محل القطن مادةً للأشرعة. وهذه المادة قوية ومنسوجة بإحكام، وتجعل الشراع يحافظ على شكله جيداً دون أن يتأثر بهبوب الرياح الشديدة. إلا أنه يستعمل عادة النيلون في عمل الشراع المثلث الضخم؛ لأنه قوي وخفيف الوزن ومطاطي، ثم إن النيلون من الممكن أن يكون مناسبًا لأشرعة أخرى.

### حبال الأشرعة والسواري
هي الحبال المستعملة في قوارب الإبحار. والحبال القائمة حبال مستقرة وتدعم السواري. وهي تشمل الأندريات التي تمتد من جوانب القارب إلى السارية، والوِكادات التي تمتد من القوس والكوثل إلى السارية. وتتكون الحبال المتحركة من حبال تستعمل لضبط الأشرعة وأذرع التطويل. وتُسمّى الحبال التي ترفع وتخفض الأشرعة بالكَرِّ . وتسمى الحبال التي تعمل على ضبط الأشرعة الزمام .
المقود
هو الذي يتحكم بإتجاه القارب او اليخت في البحار و المحيطات
اللوح المركزي
هو الذي يقوم بتثبيت القارب و تقليل تأثير التيار على القارب

## أنواع القوارب الشراعية
تُصّنف القوارب الشراعية حسب أحجامها ووضع أشرعتها وترتيب سواريها. وهناك توليفات كثيرة من الأشرعة والسواري.ومن أكثر الأنواع المألوفة من القوارب: اليوناريج والسَّلوب، وهما مركبان شراعيان وحيدا السارية، والَيوْل مركب شراعي ذو مجاديف، والكَتْش نوع من السفن ذو ساريتين، والسكونة مركب شراعي ذو ساريتين أو أكثر. وأغلب القوارب الصغيرة من نوع السَّلوب. أما القوارب الأكبر المستخدمة في الرحلات عبر المحيط فإنها غالبًا ما تكون من نوع اليول أو الكتش أو السكونة، وذلك لتجزئة منطقة الإبحار الكلية إلى أجزاء أصغر يمكن التحكم فيها.

### الأطواف واليخوت
القوارب الشراعية يمكن أن تصنف إلى صنفين: أطواف ويخوت. ويكمن الاختلاف الجوهري بينهما في أن الأطواف تستعمل اللوح المركزي، ويُسمى صفيحة مركزية إذا كان مصنوعًا من المعدن، واليخت له قعر مسطح ثابت. ويستخدم الصابورة (ثقل الموازنة) لمعادلة قوة الميل المتسببة من ضغط الرياح على الأشرعة، وهو يؤدي إلى ميل القارب الشراعي بعيداً عن الريح أثناء الإبحار. يثبت ثقل الموازنة في اليخت على القعر المسطّح، وفي الأطواف، تقوم جماعة من الناس بعمل الصابورة، بجلوسهم على الجوانب.
وهناك عدة مئات من أنواع الأطواف واليخوت، وهي تختلف اختلافاً طفيفاً من ناحية التصميم أو حجم الجسم والأشرعة وحبال الأشرعة والسواري. وهذه القوارب معروفة بأنواعها وتصميمها واحد. ويعني ذلك أن كل القوارب ذات النوع الواحد تُبنى بالقياسات نفسها تماماً. وكل نوع له اسمه الخاص، مثل التنين، المغامرة، النجمة. وتعدُ المرآة والليزر من أكثر أصناف القوارب الشراعية شعبية حول العالم. ويتضمن كل نوع أكثر من 100,000 قارب في نحو 25 قطرًا.

### الَيْول والكِتْش والسَّكُّونة
وهي مراكب أكبر، وتكون عادةً أغلى ثمناً. ولكل مركب منها ساريتان، يصل طول الواحدة منهما إلى 33م؛ اليول له على الأقل ثلاثة أشرعة: الشراع الأمامي، والشراع الرئيسي، والشراع المزيني. وتنتصب السارية المزينية (القريبة من الكوثل) في المؤخرة خلف عمود الدفة. ويحمل الكتش أيضاً ثلاثة أشرعة أو أكثر، إلا أن السارية المزينية تكون أمام عمود الدفة. وللسكونة سارية رئيسية في منتصف القارب تقريباً وسارية أمامية، وهو من أكثر المراكب أشرعة. ويمكن أن يكون لهذه القوارب الكبيرة مكان مريح للإقامة مما يجعلها مفضّلة للرحلات الطويلة. وإذا كانت لها آلات تساعدها على الإبحار من المرافئ وإليها، فتسمى يخوت الإبحار المساعدة.

## الإبحار بالقارب الشراعي

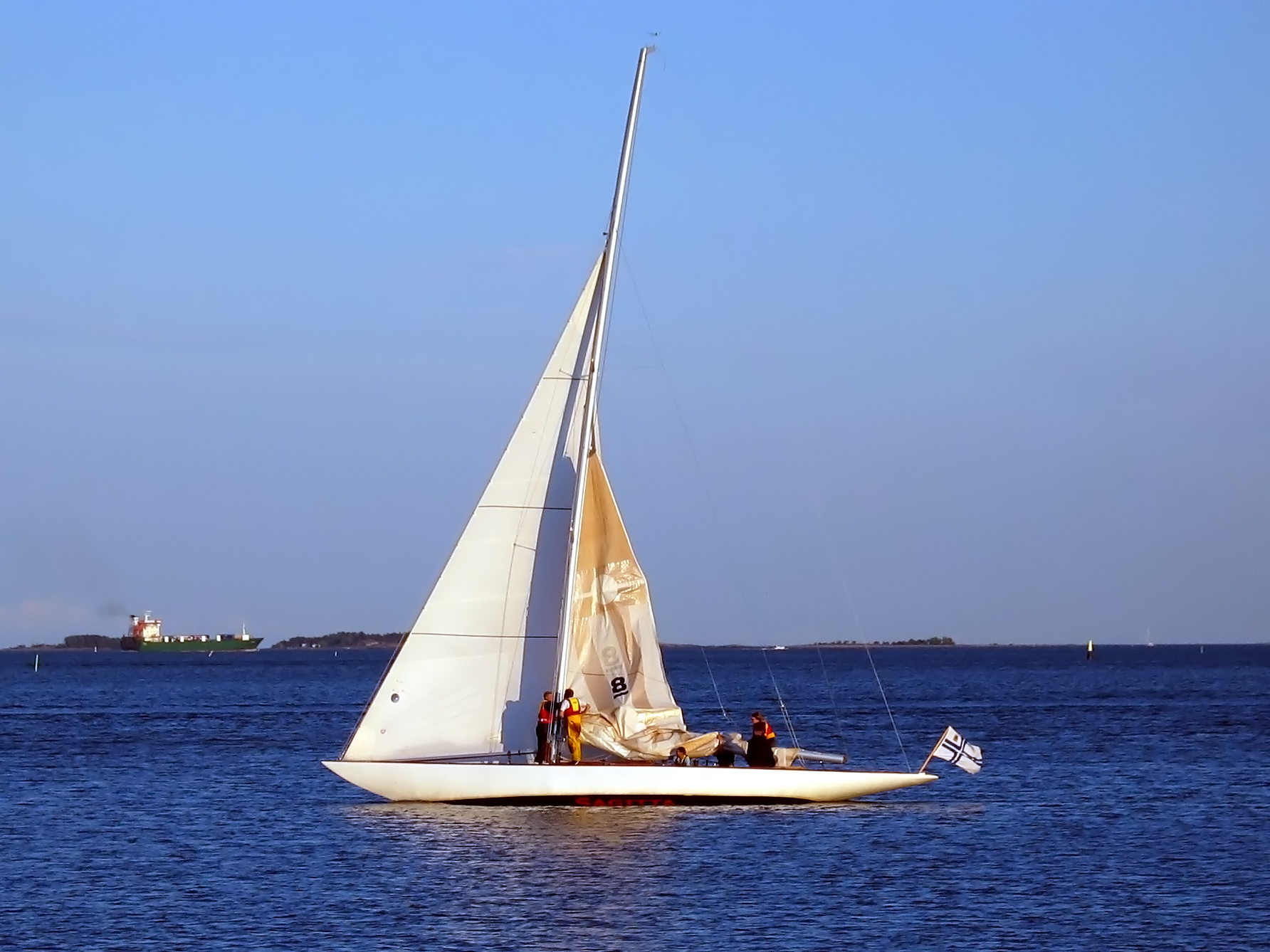
Sailing in front of هلسنكي، فنلندا. 8mR Sagitta (Camper & Nicholson 1929), a true sailboat with no motor, lowers its mainsail after a training session before returning to its mooring with the foresail only.

إذا قمت بتثبيت شراع من جلد غنم بعمود على طوق أو جذع مبتور؛ فإنه يبحر في اتجاه الريح. وحتى يتم السير في مختلف الاتجاهات يجب أن يصمم المركب وحبال الأشرعة بحيث تحركها قوة الرياح عبر الريح أو عكس الريح، بالإضافة إلى حركتها مع الرياح.

### التحكّم في الاتجاه
يمكن أن يسير القارب الذي لا توجد فيه وسائل للتحكم مستقيمًا باتجاه الريح (أي الاتجاه الذي تهب الريح نحوه). يسير القارب بشكل طبيعي مهما اختلف الاتجاه الذي يشير إليه قوس المقدمة أو المؤخرة. ويمكن كذلك أن يسير إلى اتجاه جانبي. ويعد استعمال دفة القارب الخطوة الأولى في ضبط القارب والتحكم فيه؛ فبالدفة يمكن أن توجه قوس القارب الأمامي إلى الاتجاه المرغوب فيه.
لكن الدفة وحدها لا تكفي لضبط القارب؛ بل يجب أن يكون للقارب أدوات لمنعه من الانزلاق نحو الجوانب عندما يتحرّك عبر الرياح. من هذه الأدوات القص أو اللوح المركزي أو ألواح على جانبي القارب. ويمكن للقوارب ذات القص أن تبحر في المياه التي تكون أعمق من القص فقط. ويمكن أن تبحر القوارب ذات اللوح الرئيسي أو الألواح الجانبية المزدوجة في المياه الضحلة، حيث يمكن خفض أو رفع اللوح الرئيسي أو الألواح الجانبية. والألواح الجانبية طريقة مبسّطة لتحويل قارب أو قارب تجديف إلى سفينة شراعية.
ويمكن للقارب الشراعي أن يبحر في عدد من الجهات، وذلك بوساطة دفة التوجيه والقص واللوح المركزي، لمنع الحركة الجانبية. ويمتاز القوس بأنه مدبب بحيث يبحر بسهولة.

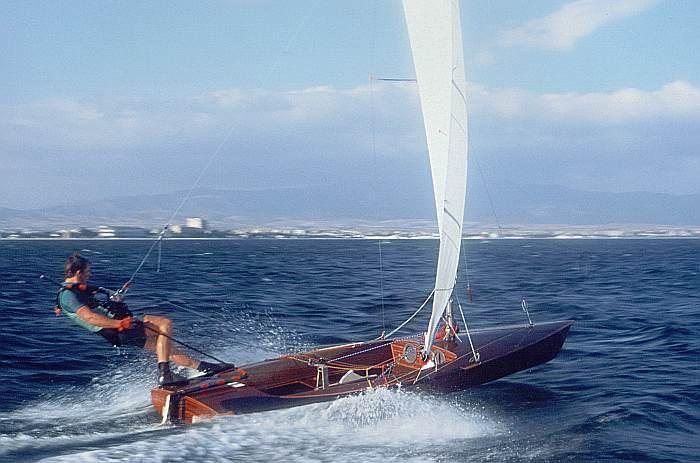
A Contender dinghy on a reach.

### لماذا يبحر القارب
يُصنع الشراع من قطع القماش المخاطة بعضها ببعض، بحيث تكون بشكل أجنحة الطائرة وذلك عند هبوب الرياح عليها. ويشبه جانب الشراع المحجوب عن الريح في القارب قمة جناح الطائرة. وتعمل الريح التي تهب على طول السطح المموّج على تكوين قوة رفع مشابهة للقوة التي تمكن الطائرة من البقاء في الجو. وتصبح هذه القوة الرافعة في القارب منسحبة من الشراع نحو القوس الأمامية للقارب. وفي الوقت نفسه، تقوم الريح بالضغط على الجانب الآخر من الشراع. وبهذه الطريقة يتحد عمل الريح على الشراع من ناحيتين لدفع القارب إلى الأمام. وتمكّن هذه القوة من إبحار القارب تقريباً في كل اتجاه، ما عدا الاتجاه المباشر عكس اتجاه الريح وبزاوية يبلغ مداها 45° على كل جانب من اتجاه الريح.

### المناورات البحرية الأساسية
من أهم المناورات البحرية الأساسية:
1- الإبحار عكس اتجاه الريح
2- الإبحار عبر الريح
3- الإبحار مع الريح.

### الإبحار عكس اتجاه الريح
يُسمّى تغيير اتجاه القارب نحو الريح الإبحار على الريح، أو الهجوم نحو الريح ولا يمكن لأي قارب أن يبحر مباشرة عكس اتجاه الريح. وإذا حدث ذلك فإن الشراع يرفرف كالعلم، وبذلك يصبح عديم الفاعلية. إلا أنه يمكن للقارب أن يتغلّب على الريح بتغيير اتجاهه، أو بمتابعة السير بشكل متعرج. وعلى العموم يمكن للقارب الشراعي أن ينطلق في حدود 45° من الاتجاه الذي يهب منه الريح قبل بدء رفرفة الشراع وفقدان قوة الدفع.
يتطلب الإبحار نحو الريح مهارة فائقة. ولا تهب الريح مطلقاً بصورة منتظمة بالقوة نفسها ومن الاتجاه نفسه تقريباً. وتعتمد السرعة التي يُحرَّك الشراع بوساطتها إلى نقطة معينة بعيدة عن اتجاه الريح، على قدرة الملاح على التحكم في الشراع والقيام بالتعديلات الطفيفة لاتجاهه، وعلى تغيرات اتجاه الريح، وقدرة الملاح على تعديل اتجاه القارب ووجهة السير تبعًا لتغيرات الريح هذه.

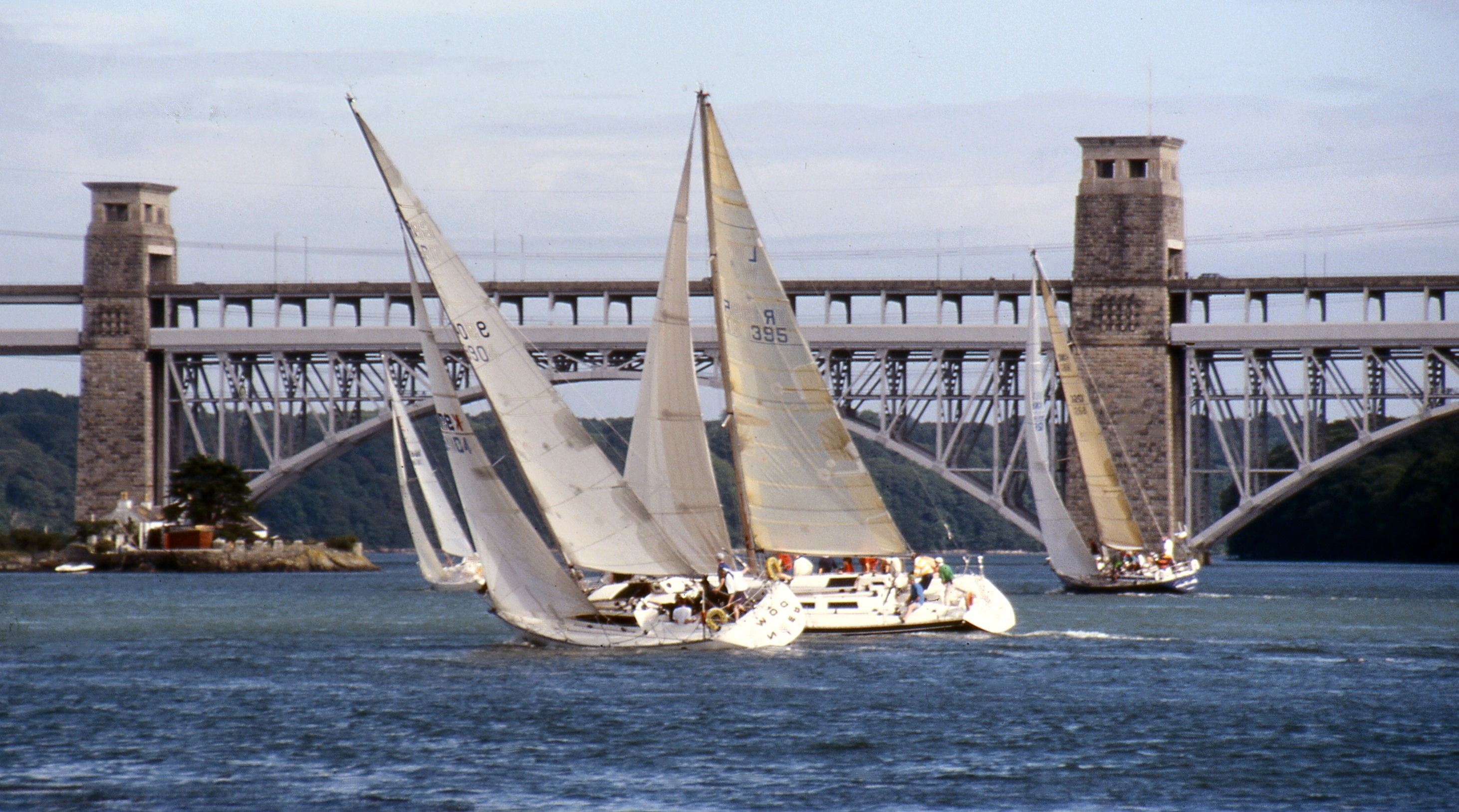
Boats heeling in front of Britannia Bridge in a round-أنغلزي race 1998

### الإبحار عبر الريح
في هذه الحالة يكون اتجاه الريح مقابل منتصف جانب القارب، ويسمى الوصول . ويمكن أن يكون سير القارب في الإبحار بالتوجيه عبر الريح أسرع من أي توجيه آخر. وتكون حركة بعض القوارب الخفيفة ذات القاع المسطح سريعة جداً في نسيم ملائم؛ وذلك لأنها ترتفع فوق الماء وتنزلق على السطح كالقارب البخاري السريع. وهذا يعطي إحساساً كبيراً بالسرعة رغم أنه من النادر أن تسير القوارب بسرعة أكثر من 32 كم/ساعة.

### الإبحار مع الريح
ويسمّى الإبحار أمام الريح أو الاندفاع، ولايكون الاندفاع بنفس سرعة الوصول، وهذا عكس ماهو متوقع. ذلك أنه في الاندفاع يواصل الشراع عمله ببساطة بوساطة الريح، ثم يعمل على مقاومتها. ويستعمل عدد من قوارب السباق أشرعة مثلثة كبيرة لزيادة السرعة عند الاندفاع؛ لأن هذه الأشرعة تقوم برفع القارب من الأمام.

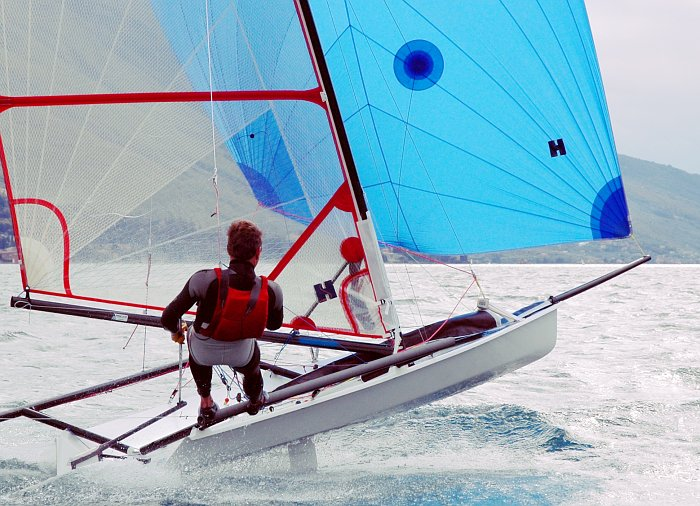
Musto Performance Skiff

### موازنة القارب وضبط اتجاهه
مهارتان أساسيتان، يجب أن يتعلمهما كل الملاحين، حتى يمكنهم استعمال قواربهم بفاعلية. تعني موازنة القارب تعديل الأشرعة للحصول على تمام الفائدة من الريح المتوافرة. ويجب على الملاح أن يعرف دائماً اتجاه الرياح للوصول إلى موازنة صحيحة للقارب. فعند اندفاع القارب أمام الريح، يكون الشراع الرئيسي في الزوايا الصحيحة لاتجاه القارب. وإذا استُعمل الشراع السفنكسي فإنه يربط على السارية من جهة واحدة على ذراع التطويل الذي يسمى عمود الشراع السفنكسي . ويكون الشراع الرئيسي على الطرف الآخر من السارية. وعند إبحار القارب الشراعي عبر الريح، ينسبط الشراع الرئيسي إلى خارج القارب لمسافة تصل إلى نحو منتصف القارب وبزاوية 45° في اتجاه الرحلة. أما في حالة الإبحار عكس اتجاه الريح، فيجب أن تضبط الأشرعة بحيث تكون متوازية تقريباً مع اتجاه سير القارب.
يمكن أن تنقلب القوارب الشراعية الصغيرة بسهولة إذا أسيئت قيادتها. ويعرف الملاحون ذوو الخبرة أين يضعون أحمالهم في القارب، وكذلك تخفيف الضغط الخطر على الأشرعة، إذا كان القارب يميل أكثر مما ينبغي. ويمكن أن يتم ذلك من خلال تحرير الأشرعة من ضغط الريح؛ فإن بعض الريح يمكن التحرر منها، وحينئذ ترفرف الأشرعة. وإذا حدث أن انقلب القارب فيجب على الطاقم أن يتعلق به حتى يتم إنقاذه، إلا إذا كان من النوع الذي يمكن أن يعدَّل ثم يبحر. ويجب على جميع الملاحين، وبخاصة أولئك الذين لا يجيدون السباحة أن يلبسوا دائمًا سترة

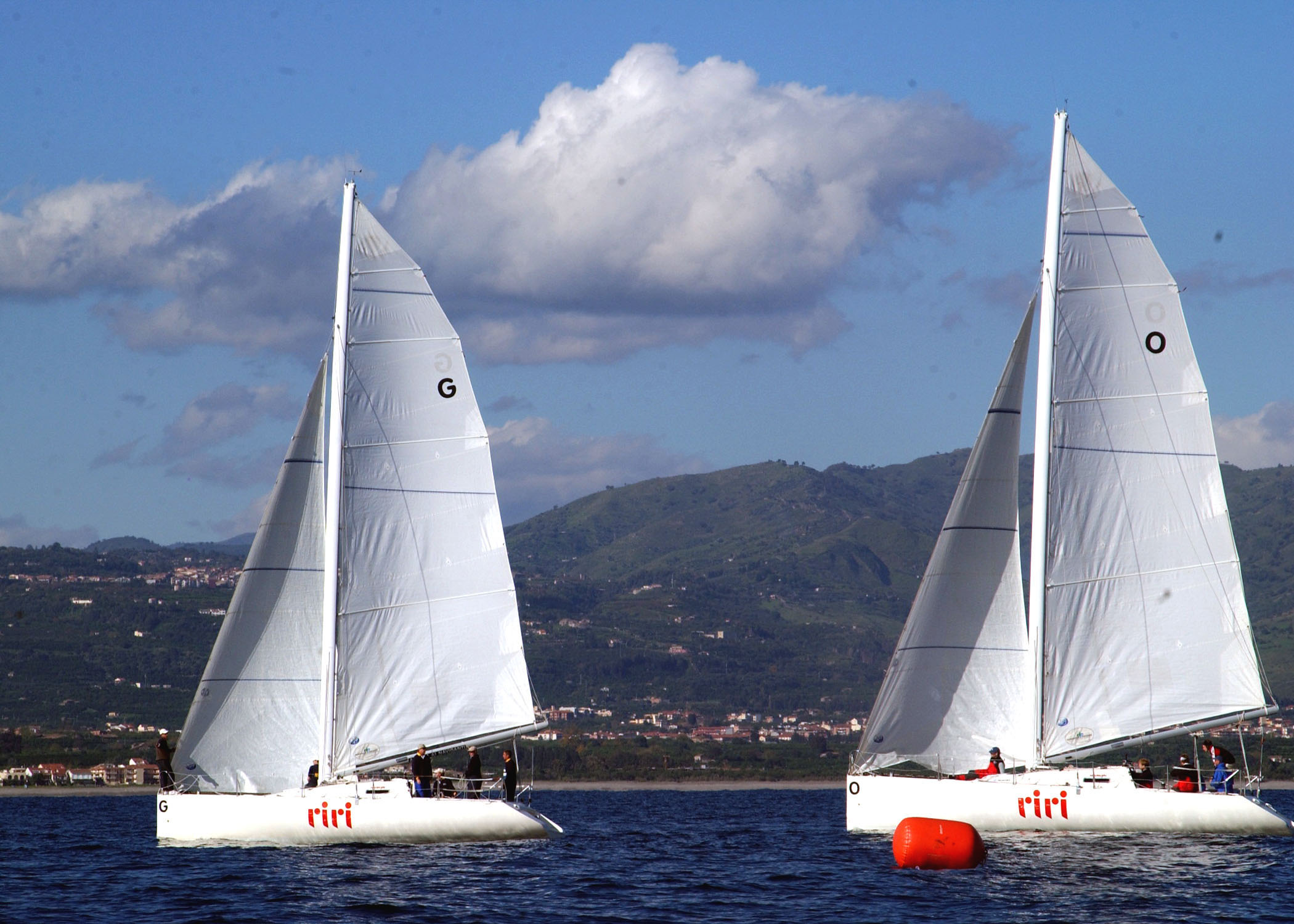
U.S. Sailing team at the World Military Games Sailing Competition, December 2003

يستلزم ضبط اتجاه القارب تحويل وجهته بحيث تأتيه الرياح من الجهة المعاكسة. ويُسمّى هذا الطَّواف أو التجوال إذا تم ذلك خلال الإبحار عكس اتجاه الريح. ويتم في الطواف تحويل اتجاه قوس القارب الأمامية حتى يمكن أن تعبر الريح من خلاله. وتعد هذه مناورة مأمونة نسبيًا. وعندما يكون الكوثل نحو الريح، يسمى الانعطاف الذي يؤدي إلى أن تكون الريح إلى الجانب الآخر من القارب رد الشراع، وبذلك تعبر الريح المؤخرة بسرعة، وتندفع ذراع التطويل عبر القارب. ويمكن لهذا التغير السريع في القوى أن يقلب القارب إذا لم تكن المناورة قد وُجِّهت بعناية ومهارة.

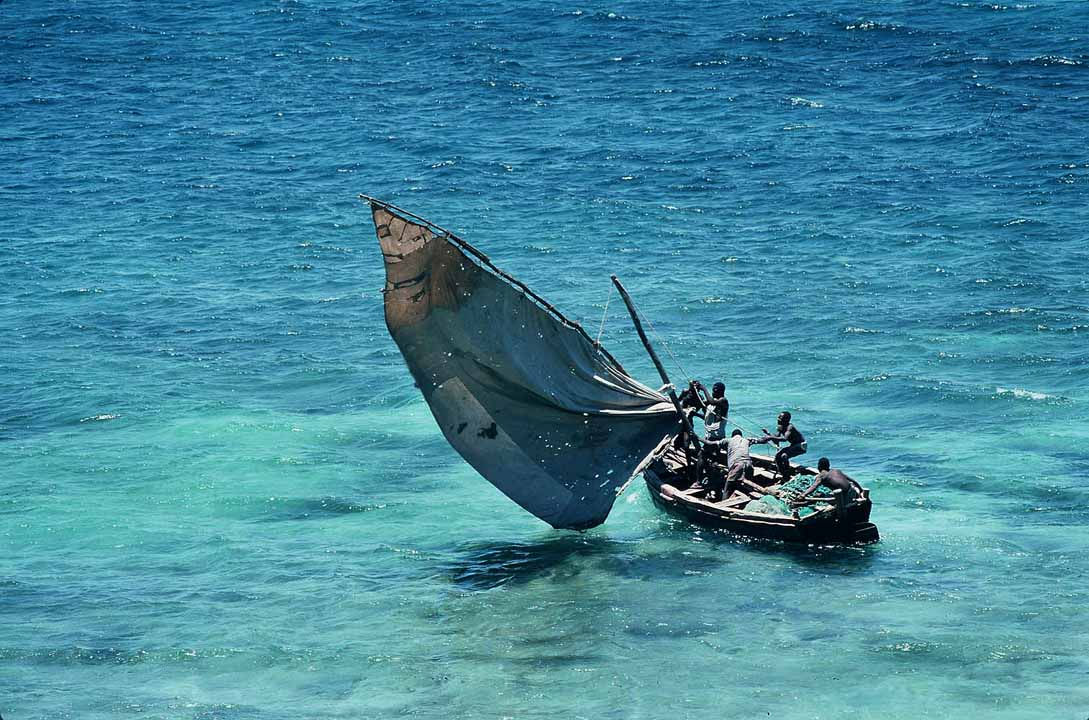
Traditional sailing off the northern coast of Mozambique.

## سباق اليخوت
سباق اليخوت ذات التصميم الموحَّد. خُصص أكبر عدد من السباقات للأطواف واليخوت ذات التصميم الموحد. وتنطلق القوارب عادة على طرق مثلثة في مياه محمية، وذلك قرب ناد لليخوت أو لركوب القوارب. وتُعدُّ هذه السباقات سباقات متكافئة نظرًا لتشابه جميع القوارب من حيث التصميم والبناء. وهذا ما يجعل مهارة ملاحي القارب أهم عامل للفوز في سباق اليخوت.

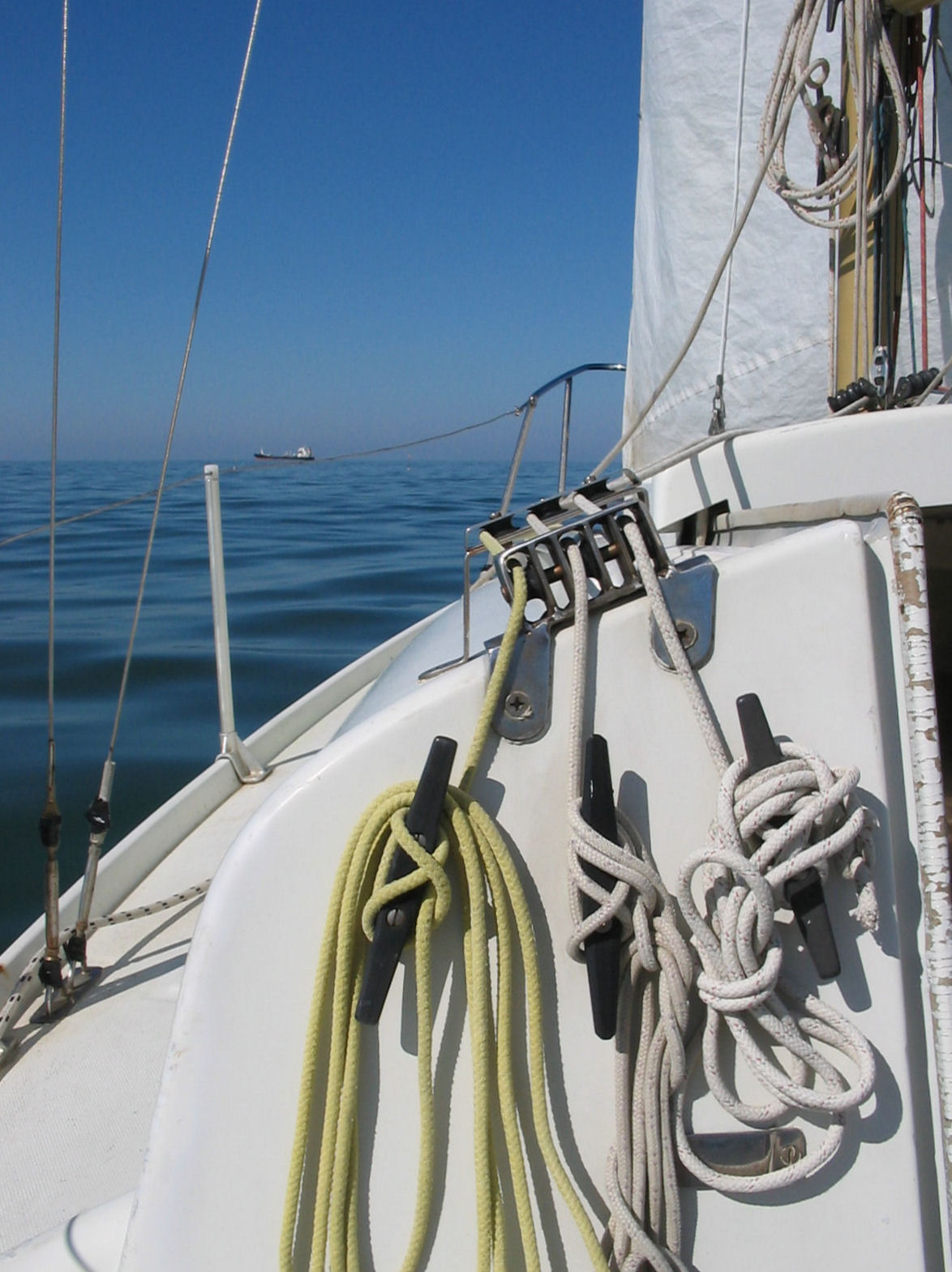
Standing rigging (on the left) and running rigging (on the right), on a sailing boat.

ومن المهم أيضًا على أفراد الطاقم أن يأخذوا الحذر والحيطة في صيانة القارب والإعداد للسباق. وتؤثر الطريقة التي يضبط بها أعضاء الطاقم حبال الأشرعة والسواري والأشرعة تأثيرًا كبيرًا على سرعة القارب. وقد يؤدي استعمال نوع رديء من الطلاء لليخت إلى إبطاء سرعته، لأن ذلك لا يسمح بانسيابه بسهولة في الماء.

### سباقات العدل أو التكافؤ
وفيها تُستخدم قوارب من مختلف الحجوم والأشكال. وتجتاز جميع القوارب المشاركة فيها نقطة الابتداء معاً. إلا أن القوارب الأصغر يكون لها تكافؤ فرص (وقت إضافي).و يمكن أن يفوز القارب الأصغر حتى لو قطع المسافة المحددة متخلفاً عن قارب أكبر. ومعظم السباقات الطويلة التي تتم في المحيط لليخوت الكبيرة هي من نوع سباقات العدل أو التكافؤ. ومن أشهر هذه السباقات سباق فاستنت، الذي يقام مرة كل سنتين، ذهابًا من كاوس في إنجلترا، وحول صخرة فاستنت، قبالة ساحل أيرلندا، وإيابًا إلى بليموث، في إنجلترا. وأطول سباق لليخوت في العالم هو جولة ويتبريد حول العالم، الذي يبدأ من إنجلتراً وينتهي بها. يدور السباق حول الكرة الأرضية ويستغرق تسعة أشهر.

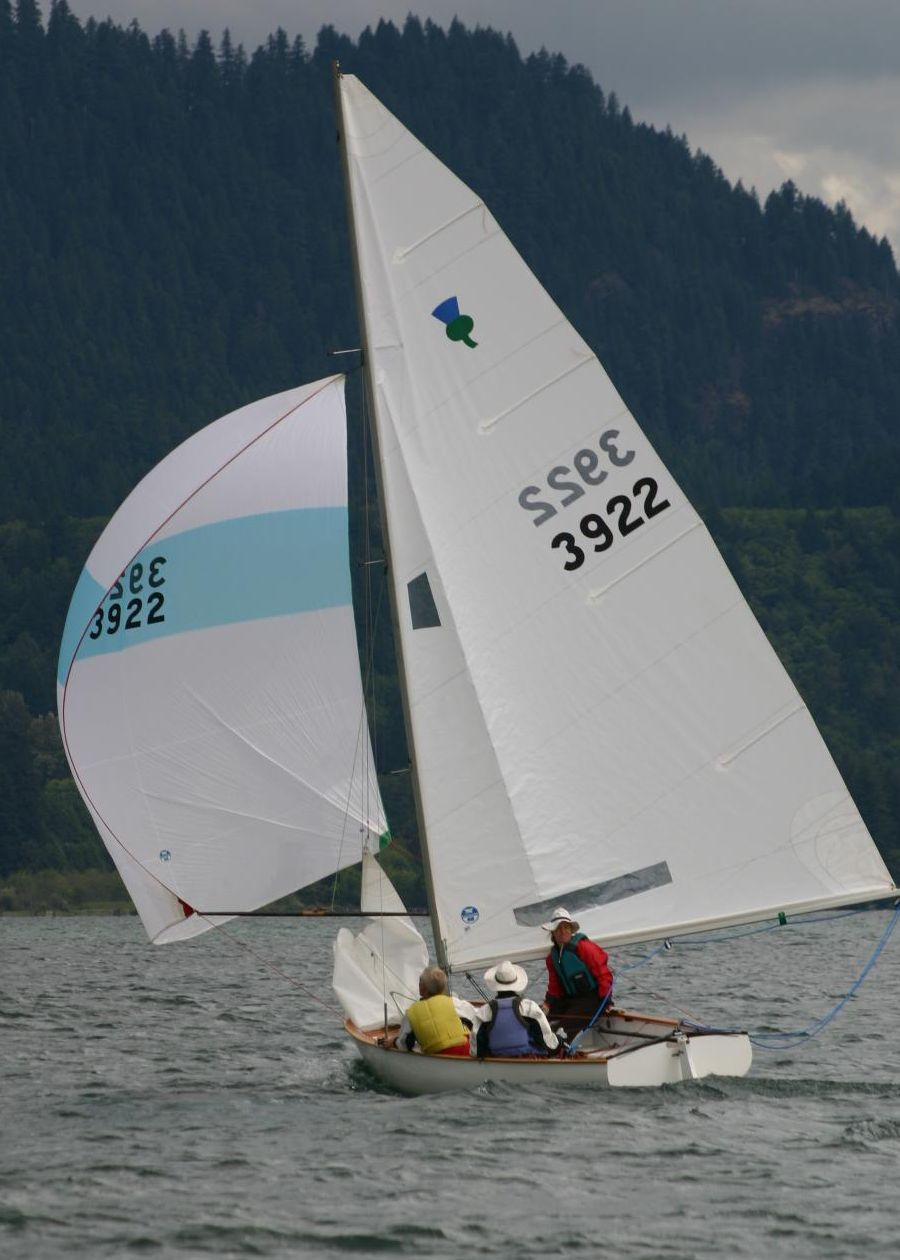
A Thistle running downwind with a spinnaker.

### كأس أمريكا
جرى التقليد فيها أن يتحدى اليخت الذي يمثل أحد الأقطار اليخت الذي يدافع عن البطولة، وذلك من أجل الفوز بالكأس التي فاز بها لأول مرة القارب الشراعي السَّكوُّنة أمريكا عام 1851م ويتم خلال سباقات التصفية تحديد اليخت الذي سيمثل المدافع عن البطولة وذلك الذي سيتحدَّاه. ويفوز بالكأس اليخت الذي يفوز أولاً بأربعة سباقات فردية.

## تخصصات الحدث

### أسطول سباق
سباقات أسطول يمكن أن يكون في أي مكان من أربعة قوارب لمئات من القوارب في السباق. يجب أن يكون سباق الزوارق ثلاثة سباقات على الأقل ليتم عدها. يتم إضافة مكان كل قارب في كل سباق لتجميع النتيجة النهائية. أقل هداف يفوز.

### سباق المباراة
في سباق المباراة اثنين فقط من القوارب تتنافس ضد بعضها البعض. أشهر منافسة من هذا النوع هي كأس أمريكا. التكتيكات التي ينطوي عليها سباق المباريات تختلف عن تلك السباقات الأخرى ، لأن الهدف هو مجرد الوصول إلى خط النهاية قبل الخصم ، وهو ليس بالضرورة في أسرع وقت ممكن. التكتيكات التي تنطوي عليها في البداية هي أيضا خاصة.

### سباق الفريق
سباق الفرق هو في معظم الأحيان بين فريقين من ثلاثة قوارب لكل منهما. وهو ينطوي على تقنية مماثلة لمباراة السباق ولكن لديه البعد المضافة التي هي التهديف العام للسباق الذي يهم. في ثلاثة على ثلاثة سباقات الفريق ، وهذا يعني أن الفريق الذي يسجل عشر نقاط أو أقل يفوز. لهذا السبب، يتم استخدام العديد من التكتيكات للنهوض بزملاء الفريق لعمل مجموعات مستقرة للفوز. تركيبات مستقرة الأكثر شيوعا هي «لعب واحد»، وهو 1-2-أي شيء، «لعب اثنين» or2-3-4، و «لعب 4»، وهو مزيج 1-4-5. وتعتبر هذه عموما على أنها أفضل الاجهزة للفوز وأصعب للفريق المنافس للعب ضد الهجوم.

### سرعة الإبحار
تدار من قبل مجلس العالم للإبحار السريع

### ركوب الأمواج
هو شائع على متن الرياضة

### آخرون
كل من ركوب الأمواج والتزلج على الورق الشراعي وتجريب مع صيغ جديدة.

## صيغ السباق الشائعة

### سباق دورة قصيرة
A 1D35 بالقرب من قارب لجنة السباق، خليج همبر، تورونتو، أونتاريو
تجري سباقات الميناء أو الطفافات في المياه المحمية ، وهي قصيرة جدًا ، وعادة ما تستغرق في أي مكان من بضع دقائق إلى بضع ساعات. وتستخدم جميع أنواع من زوارق الإبحار لهذه السباقات، بما في ذلك عارضة القوارب من جميع الأحجام، فضلا عن القوارب، والبحارة مقطورة، قارب،skiffs، ألواح الشراع، وغيرها من الحرف الصغيرة.
هذا النوع من السباق هو الأكثر شيوعا تشغيل أكثر من لفة واحدة أو أكثر من دورة الثلاثي تميزت بعدد من العوامات. تبدأ الدورة من خط وهمي مرسوم من «قارب اللجنة» إلى العوامة «الأولية» أو «الدبوس» المعينة. يتم إعطاء عدد من إشارات التحذير تخبر الطواقم بالضبط كم من الوقت حتى يبدأ السباق. والهدف من كل طاقم هو عبور خط البداية بأقصى سرعة تماما كما يبدأ السباق. يتضمن المسار الدراسي بشكل عام وضع الرياح إلى علامة «الرياح» أو العوامة. ثم تحمل بعيدا على الساق الريحية إلى علامة جيب الثانية. المقبل جيب آخر على الساق الريحية الثانية إلى العلامة الأخيرة التي تسمى «علامة الرياح الهانية» (أو «علامة leeward».) في هذه العلامة القوارب تتحول إلى الرياح مرة أخرى إلى تك إلى خط النهاية.
الأكثر شهرة وأطول تشغيل من هذه الأحداث هي:
- دوره الالعاب الاولمبيه
- كأس أمريكا
- أسبوع كويس
- سباق القدح

هناك ثلاث تقنيات البداية لسباقات الدورات القصيرة:
- الوصول والوصول في: تقليم الأشرعة الخاصة بك إلى شعاع الوصول على المسار المعاكس كنت تنوي الإبحار على عندما يبدأ السباق. لاحظ الوقت المتبقي حتى القرن البداية كما كنت عبور خط البداية (لا يزال الإبحار في الاتجاه المعاكس). عندما ينقضي أقل قليلاً من نصف الوقت المتبقي، إما تك أو jibe على الدورة التدريبية المقصودة. يجب عليك عبور خط البداية كما يبدو القرن السباق.
- بداية Vanderbuilt : بداية Vanderbuilt مماثلة للوصول والوصول في ، إلا أن هذه البداية تتطلب من الطاقم تقليم إلى وصول التطرق تحمل بعيدا عن خط البداية على تك الميناء. باستخدام نفس طريقة توقيت الوصول في والوصول إلى الأسلوب أعلاه، ينبغي أن تكون السفينة الخاصة بك قادرة على تك أو جيب وضرب خط البداية على المسار المناسب في سرعة كاملة كما يبدو القرن بداية.
- Port-tack النهج: تم إنشاء هذا الأسلوب بدءا للسماح للربان الاستفادة من 'الثقوب' في خط البداية. يبدأ كل سباق دورة قصيرة بساق متعرجة. كل سفينة تعمل بالرياح والسفن إلى الرياح بعضها البعض سوف تمنع «الهواء النقي». ونتيجة لذلك، فإن العديد من المتسابقين مجموعة على نهاية واحدة من خط البداية في محاولة لتماهير بعضها البعض للهواء النقي. من خلال اتخاذ نهج ميناء تك، ربان المارقة فواصل بعيدا عن حزمة وأشرعة أسفل خط البداية على تك الميناء. باستخدام تقنية توقيت مماثلة للوصول إلى الوصول والوصول إلى، فإن نهج الميناء تك تتطلب الطاقم الخاص بك للإبحار مرة أخرى حتى خط البداية وعبر في خط الوسط كما يبدو القرن. وهذا سوف يسمح لك للإبحار مع الهواء النقي بسرعة أسرع لبدء السباق.

### سباق الساحلية /الشاطئية
سباق الشاطئ هو سباق اليخوت ليس في المياه المحمية ولكن على طول وعموما على مرأى من الأرض أو من الأرض إلى الجزر القريبة، كما تختلف عن سباقات في الخارج عبر المياه المفتوحة والمحيطات. مدة السباقات قد تكون في وضح النهار فقط، بين عشية وضحاها أو سباقات مرور عدة أيام. بعض السباقات، مثل سباق اليخوت Swiftsure، هي في الواقع مجموعة من السباقات الشاطئية لمسافات مختلفة على طول دورات متداخلة للسماح لمختلف الطبقات والمهارات. اعتمادا على الموقع، والاستقرار ومتطلبات معدات السلامة ستكون أكثر شمولا من لسباقات الميناء، ولكن أقل من ذلك لسباقات في الخارج. مستويات مختلفة من متطلبات الملاحة، والطبخ النوم وتخزين المياه تنطبق أيضا.

### سباق في الخارج
سباق اليخوت، طبعة 1872
وتقام سباقات اليخوت البحرية لمسافات طويلة وفي المياه المفتوحة. هذه السباقات عادة ما تستمر لعدد من الساعات على الأقل. الأجناس الأطول في الخارج تنطوي على تطويق العالم.
بعض من السباقات البحرية الأكثر شهرة هي كما يلي
- سيدني إلى هوبارت سباق اليخوت
- سباق اليخوت عبر المحيط الهادئ
- فاستنت سباق
- سباق برمودا
- أسبوع سباق جزيرة هاميلتون
- سباق نادي شيكاغو لليخوت إلى ماكيناك
- كأس الحكام
- جنوب الأطلسي سباق

### سباق المحيطات
تقام العديد من سباقات حول العالم ذات الأطقم الكاملة ، بما في ذلك:
- سباق المحيطات (المعروف سابقا باسم جولة ويتبريد سباق العالم وسباق فولفو للمحيطات)
- التحدي العالمي
- كليبر جولة سباق العالم

وتنظم نوادي اليخوت في جنوب أفريقيا سباق جنوب المحيط الأطلسي (سباق كيب إلى ريو السابق)، وكأس الحاكم من كيب تاون إلى جزيرة سانت هيلانة، وسباقا بين ديربان وموريشيوس.
بدأ سباق اليخوت في المحيطات بيد واحدة مع السباق عبر المحيط الأطلسي من قبل وليام ألبرت أندروز وجوزيا W. لولور في عام 1891. ومع ذلك، كان أول سباق منتظم وحيد في المحيطات هو سباق الأطلسي الفردي، الذي عقد لأول مرة في عام 1960. أول سباق لليخوت في العالم كان سباق صنداي تايمز غولدن غلوب من 1968-1969, الذي كان أيضا سباق بيد واحدة مع الفائز الوحيد، روبن نوكس جونستون على سهيلي; هذا ألهم فيللوكس اليوم 5 سباق المحيطات (سابقا التحدي BOC / حول وحدها) وفيندي غلوب. وقد شهدت سباقات بيد واحدة طفرة كبيرة في شعبية في السنوات الأخيرة.
هناك بعض الجدل حول مشروعية الإبحار بمفرده لمسافات طويلة، حيث أن قواعد الملاحة تتطلب «أن كل سفينة يجب أن تحافظ في جميع الأوقات على مراقبة مناسبة...»؛ يمكن للبحارة بيد واحدة فقط الحفاظ على مراقبة متفرقة، نظرا للحاجة إلى النوم، تميل إلى الملاحة، الخ

### الأجناس الأخرى
بعض السباقات لا تندرج في الفئات المذكورة أعلاه. واحد من هذه هي ثلاثة قمم سباق اليخوت في المملكة المتحدة التي هي مسابقة فريق تنطوي على الإبحار وركوب الدراجات والجري.

## وصلات خارجية
- International Sailing Federation
- American Sailing Association
- Royal Yacht Association
- US Sailing